# Ropica duboisi
Ropica duboisi är en skalbaggsart som först beskrevs av Leon Fairmaire 1850.  Ropica duboisi ingår i släktet Ropica och familjen långhorningar. Inga underarter finns listade i Catalogue of Life.